# 동해 삼화사 수륙재
삼화사 수륙재(三和寺 水陸齋)은 조선 초기부터 온 수륙의 고혼 천도를 위하여 행해졌던 불교의례이다. 2013년 12월 31일 대한민국의 국가중요무형문화재 제125호로 지정되었다.

## 개요
수륙재는 조선초기부터 온 수륙의 고혼 천도를 위하여 행해졌던 불교의례로 조선왕조실록에 설행기록이 나타나는 등 역사성과 예술성이 높으며, 개인 천도의 성격을 띤 영산재에 비해 대중적 성격이 두드러지고 낮재․밤재 합설이라는 의례상 특수성을 지니므로 중요무형문화재 신규종목으로 지정하였다.

## 보유 단체
삼화사국행수륙대재보존회는 수륙재 전승능력과 전승환경이 우수하여 중요무형문화재 수륙재 보유단체로 인정하였다.

## 같이 보기
- 수륙대재

## 참고 자료
- 동해 삼화사 수륙재 - 국가유산청 국가유산포털